# كاثي كولمان
كاثي كولمان (بالإنجليزية: Kathy Coleman)‏ هي ممثلة أمريكية، ولدت في 18 فبراير 1962 في سيمي فالي في الولايات المتحدة.

## وصلات خارجية
- كاثي كولمان على موقع IMDb (الإنجليزية)
- كاثي كولمان على موقع قاعدة بيانات الفيلم (الإنجليزية)